# Limenitis rubidus
Limenitis rubidus är en fjärilsart som beskrevs av John Kern Strecker 1878. Limenitis rubidus ingår i släktet Limenitis och familjen praktfjärilar. Inga underarter finns listade i Catalogue of Life.